# Луи IV (граф Лоона)
Луи IV де Лооз (фр. Louis IV de Looz; ум. 22 апреля 1336) — граф Лоона в 1323—1336 годах, граф Шини в 1313—1336 годах (под именем Луи VI).

## Биография
Сын Арнуля V (ум. 1327), графа Лоона и Шини, и его жены Маргариты де Вианден.
В 1313 году получил от отца Шини, в 1323 Лоон.
Будучи вассалом льежского архиепископа, поддерживал его во всех конфликтах.
Жена (свадьба между 25 января и 22 мая 1313) — Маргарита Лотарингская (ум. 1 октября 1348/49), дочь герцога Лотарингии Тибо II и Изабеллы де Рюминьи, вдова Ги де Дампьера, графа Зеландии.
В 1331 году отдал сеньорию Руммен (Рюминьи) в лён своему племяннику Арнулю д’Ореи.
Луи IV умер бездетным, и ему наследовал племянник — Дитрих фон Хайнсберг (в Лооне — с согласия льежского архиепископа Адольфа де Ла Марка).